# Carl Gustaf Emil Mannerheim

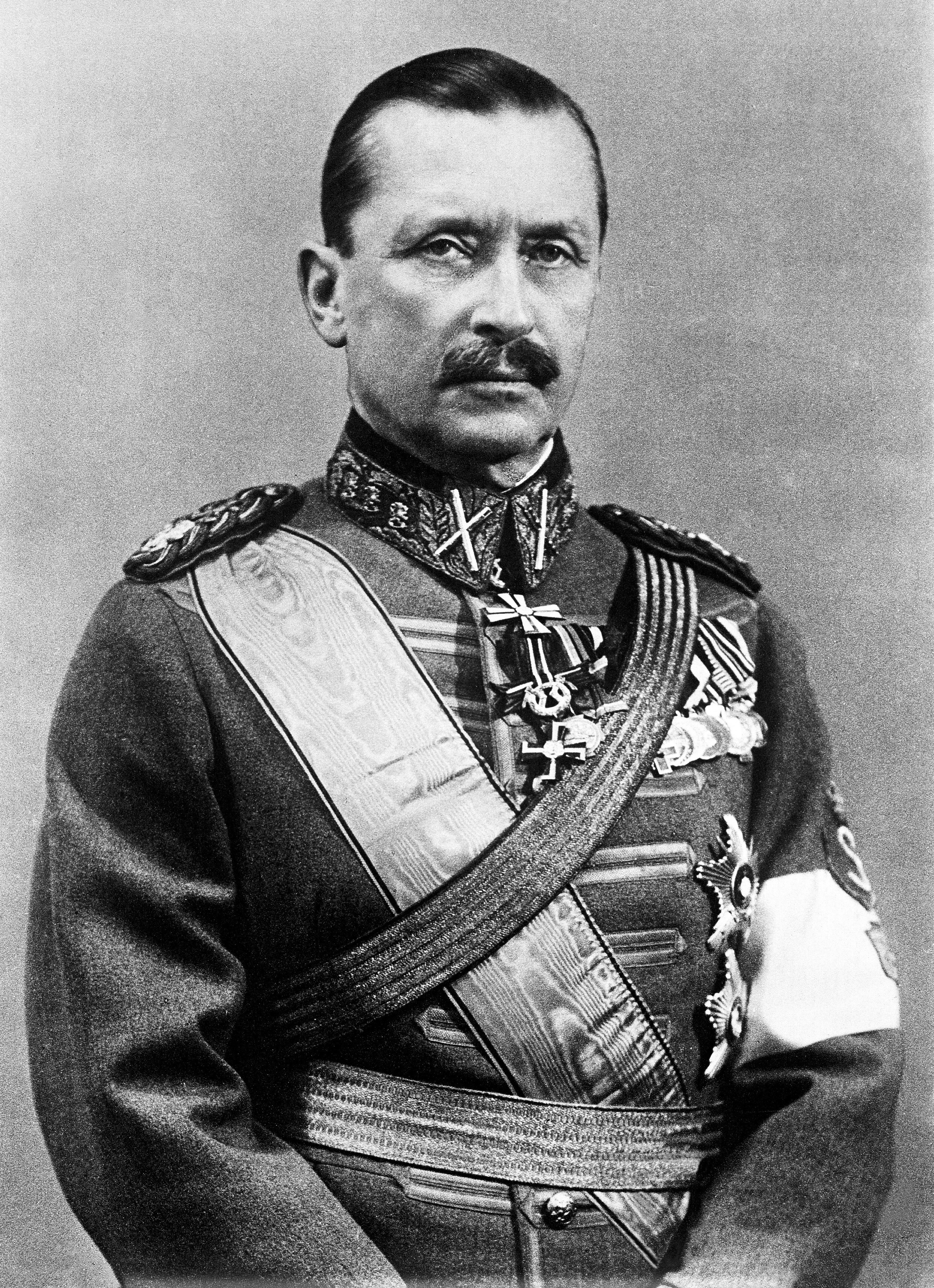
Mannerheim (1940)

Freiherr Carl Gustaf Emil Mannerheim [ˈmɑnːɛrheim] ⓘ (* 4. Juni 1867 auf Schloss Louhisaari in Askainen, Großfürstentum Finnland; † 27. Januar 1951 in Lausanne) war ein finnischer Offizier und Staatsmann. Mannerheim war Oberbefehlshaber der finnischen Armee im Winterkrieg 1939/1940 und im Fortsetzungskrieg von 1941 bis 1944. Von 1944 bis 1946 war er finnischer Staatspräsident.

## Leben

### Herkunft und Ausbildung
Mannerheim entstammte einer einflussreichen Familie der schwedischsprachigen Minderheit in Finnland, das damals zum Russischen Reich gehörte. Geboren wurde er auf dem Landgut der Familie, Schloss Villnäs (finnisch: Louhisaari) in Askainen.
Nach dem Abitur in Helsinki wurde er in die Nikolajewsche Kavallerieschule in Sankt Petersburg aufgenommen und beendete sie mit Auszeichnung im Jahr 1889.

### Berufliche Laufbahn bis 1914
Im selben Jahr trat er seinen ersten Offiziersposten als Kornett im 15. Aleksandrijski-Dragonerregiment in Kalisch an. Darüber schrieb er: „Das Regiment, dessen Pferde schwarz waren, wurde noch immer ‚Todeshusaren‘ genannt, eine Erinnerung daran, dass es einst ein Husaren-Regiment gewesen war. Die Uniformjacke (Dolman) war schwarz und mit silbernen Schnüren besetzt.“ Nach einem Jahr in Kalisch wurde er zur Chevaliergarde in Sankt Petersburg versetzt, wo er wichtige Kontakte zum Zarenhof knüpfen konnte. Während des Krönungszugs des Zaren Nikolaus II. am 26. Mai 1896 in Moskau war Mannerheim einer der Leibwächter des Zaren. Nach kurzer Zeit im Hofstall kehrte Mannerheim 1903 zum aktiven Dienst zurück, kämpfte im Russisch-Japanischen Krieg von 1905 und wurde im gleichen Jahre zum Oberst befördert.
1906 erhielt er den Auftrag des russischen Generalstabes, die unerforschten Gebiete an der russisch-chinesischen Grenze zu erkunden, worauf er sich bis 1908 auf eine 6000 Kilometer weite Reise auf dem Pferd begab. Dabei gewann er auch wichtige Kenntnisse in Anthropologie (besonders über finno-ugrische Völker und Sprachen) und erlernte die chinesische Sprache.
1909 wurde er zum Kommandeur des 13. Wladimirschen Ulanen-Regiments in Nowominsk (heute: Mińsk Mazowiecki) ernannt und verbrachte vor dem Ausbruch des Ersten Weltkrieges zwei Jahre in dieser Stadt. Hier wurde er auch 1911 zum Generalmajor befördert und nach Warschau versetzt, wo er das Leibgarde-Ulanenregiment übernahm, das, wie er schreibt, „eines der besten Kavallerieregimenter der Armee war“.

### Erster Weltkrieg
Während des Weltkrieges war er Befehlshaber verschiedener Verbände. Im Juli 1914 führte er als Generalmajor die selbständige Garde-Kavallerie-Brigade im Raum Lublin und nahm an der Schlacht von Krasnik teil. Im Februar 1915 wechselte er nach Ostgalizien und wurde dem Kavalleriekorps von Chan Nachitschwanski im Raum Sombor zugeteilt. Zwischen Juni 1915 und Mai 1917 war er Kommandeur der 12. Kavalleriedivision (als Nachfolger des Generals Kaledin), die im Juli 1916 im Verband der 8. Armee westlich von Rowno in der Brussilow-Offensive eingesetzt wurde. Im Sommer 1917 kommandierte er kurzfristig als Generalleutnant das 6. Kavalleriekorps.
Im September 1917 wurde er zur Reserve versetzt, nahm nach der Oktoberrevolution Abschied von der russischen Armee und kehrte in seine Heimat Finnland zurück. Er beabsichtigte, eine zivile Karriere zu beginnen. Als Flüchtling bekam er aber weder einen finnischen Pass noch eine Lebensmittelkarte. Als einziger hoher General finnischer Herkunft erhielt er jedoch am 15. Januar 1918 den Oberbefehl über die noch im Entstehen begriffene Armee des Landes. Der aristokratische, elegante Kavalleriegeneral mit seinen schwedischen und russischen Sympathien, der nur schlecht Finnisch sprach und den Verhältnissen des Landes entfremdet war, wurde zum Nationalhelden des weißen Finnlands. Seine erste Maßnahme war die Entwaffnung der russischen Garnisonen von 5.000 Mann in der Provinz Österbotten. Gleichzeitig ergriffen finnische Sozialdemokraten in Südfinnland die Macht. In dem sich anschließenden Bürgerkrieg besiegten die bürgerlichen „Weißen“ unter Mannerheims Oberbefehl die aufständischen „Roten“ im Frühjahr 1918 in der Schlacht um Tammerfors/Tampere. In den Bürgerkriegskämpfen fielen etwa 5.200 Soldaten und insgesamt rund 30.000 Finnen auf beiden Seiten.
Nach dem Zusammenbruch des „roten Finnlands“ wurden 70.000 bolschewistische Sympathisanten, darunter auch Kinder, in Konzentrationslager verbracht, 12.000 starben in den folgenden sechs Monaten. Obwohl Mannerheim persönlich keine Grausamkeiten vorzuwerfen waren, ist nicht vorstellbar, dass er über die Zustände im größten Konzentrationslager, der Festung Suomenlinna, nicht informiert war: Hier wurden 3000 „Rote“ erschossen, gehängt, bajonettiert oder erschlagen. Zwar ordnete er die Tötungen nicht an, unternahm aber auch kaum etwas dagegen. Zu der Zeit erhielt er den Spitznamen „der blutige Baron“. Mannerheim war Monarchist und überzeugt, dass es genügte, die roten Führer zu erschießen und die Arbeiter sofort wieder in die Fabriken zu bringen.

### Demokratisches Finnland
Mannerheim zog sich zurück, weil er die prodeutsche Einstellung des finnischen Senats, der das Land gegen Sowjetrussland zu schützen suchte, nicht teilte. Nach der Niederlage der Mittelmächte wurde er 1919 zum Reichsverweser (finnisch: valtionhoitaja; schwedisch: riksföreståndare) ernannt und setzte sich für die internationale Anerkennung des unabhängigen Finnlands ein. Bei der Präsidentschaftswahl im Juli 1919, die nach der neuen republikanischen Verfassung stattfanden, unterlag er dem Liberalen Kaarlo Juho Ståhlberg und zog sich wieder ins Privatleben zurück. Nach der Übernahme des Präsidentenamtes durch Pehr Evind Svinhufvud wurde Mannerheim 1933 zum Feldmarschall ernannt.

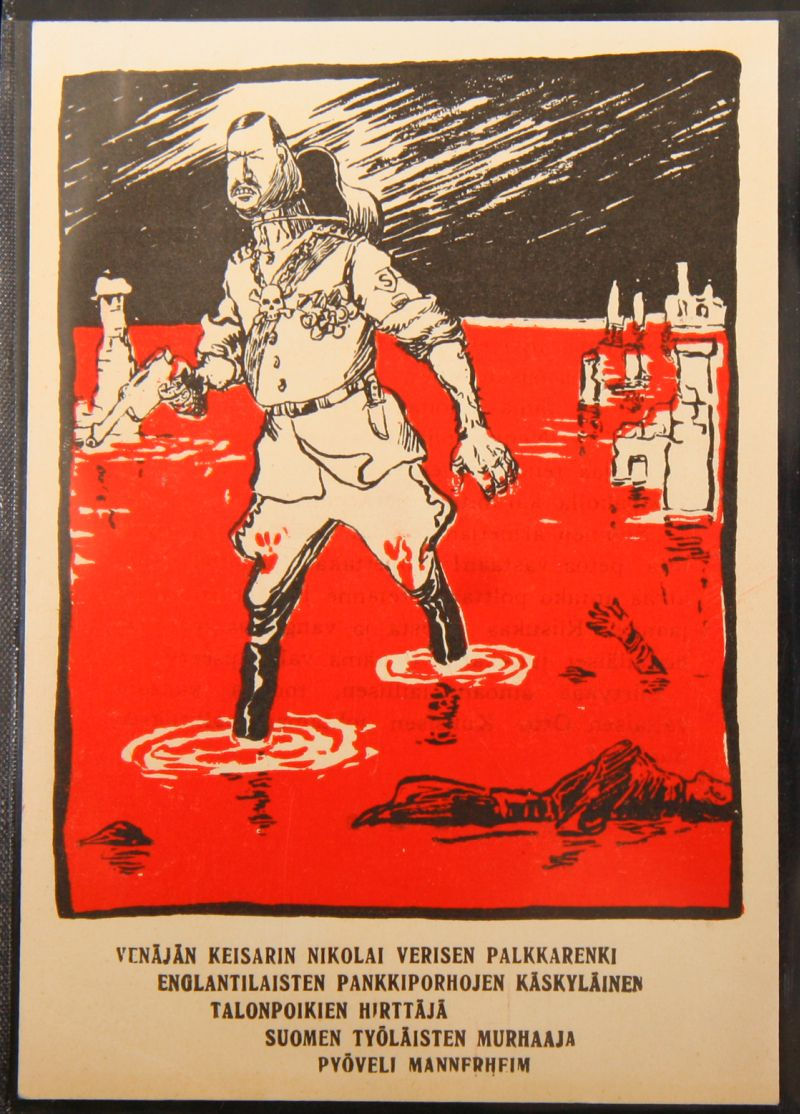
Sowjetische Propaganda über Mannerheim, 1939–1940

### Winterkrieg und Zweiter Weltkrieg
Im Zweiten Weltkrieg führte Mannerheim die finnische Armee als Oberbefehlshaber im Winterkrieg 1939/1940, obwohl er gewisse Zugeständnisse an die UdSSR befürwortete. Nach dem Angriff der deutschen Wehrmacht auf die Sowjetunion 1941 führte er im Fortsetzungskrieg wiederum die finnischen Truppen, war aber immer bemüht, die Sowjetunion nicht allzu sehr zu provozieren – unter anderem weigerte er sich, finnische Truppen zur Belagerung von Leningrad zu entsenden und die Murmanbahn zum Nordmeerhafen von Murmansk anzugreifen.
Im Jahre 1941 wurde ihm zu Ehren der Tapferkeitsorden des Mannerheim-Kreuzes gestiftet.
1942 wurde er aus Anlass seines 75. Geburtstags zum Marschall von Finnland befördert.

#### Besuch Hitlers in Finnland 1942

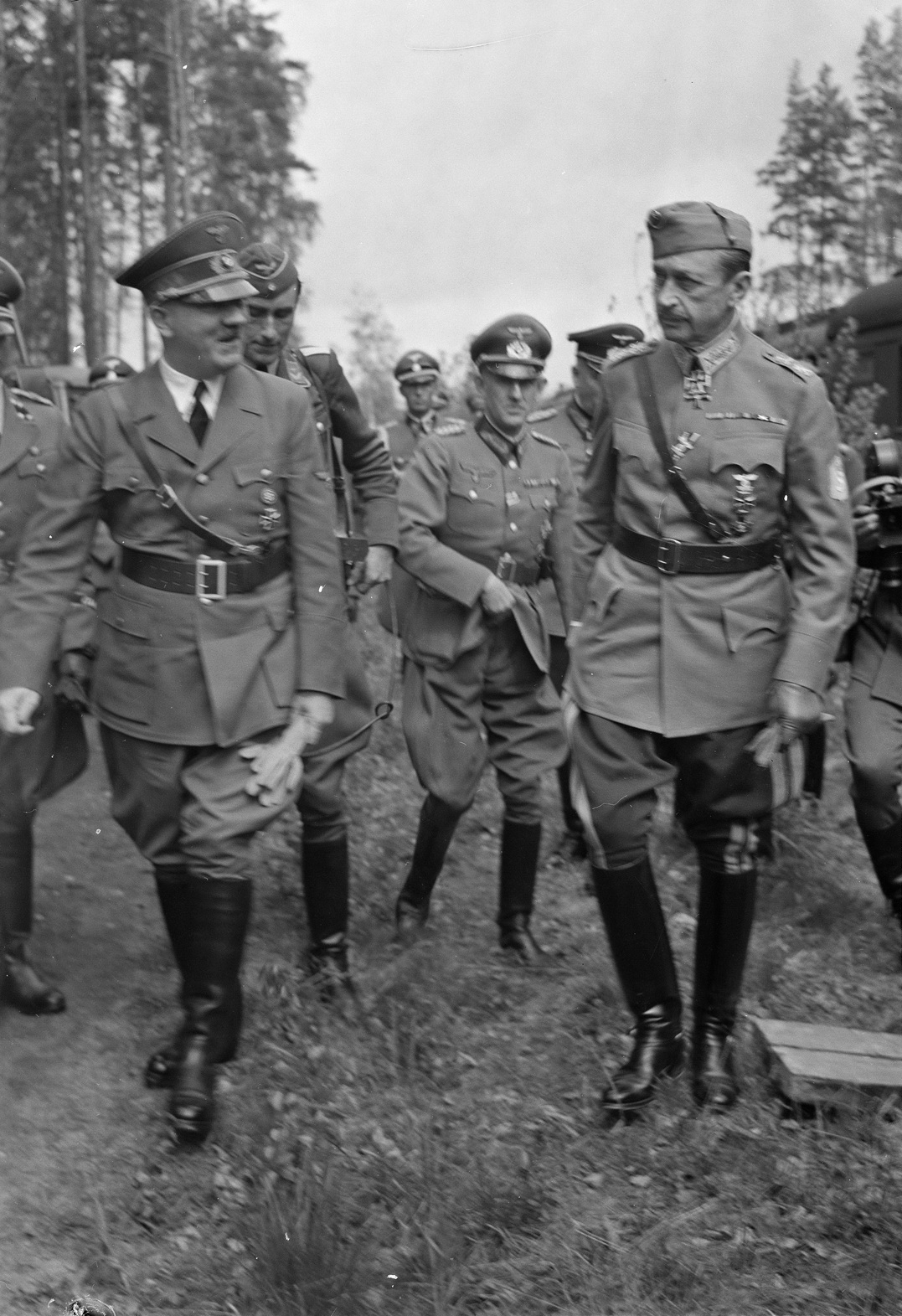
Hitler-Besuch, 4. Juni 1942

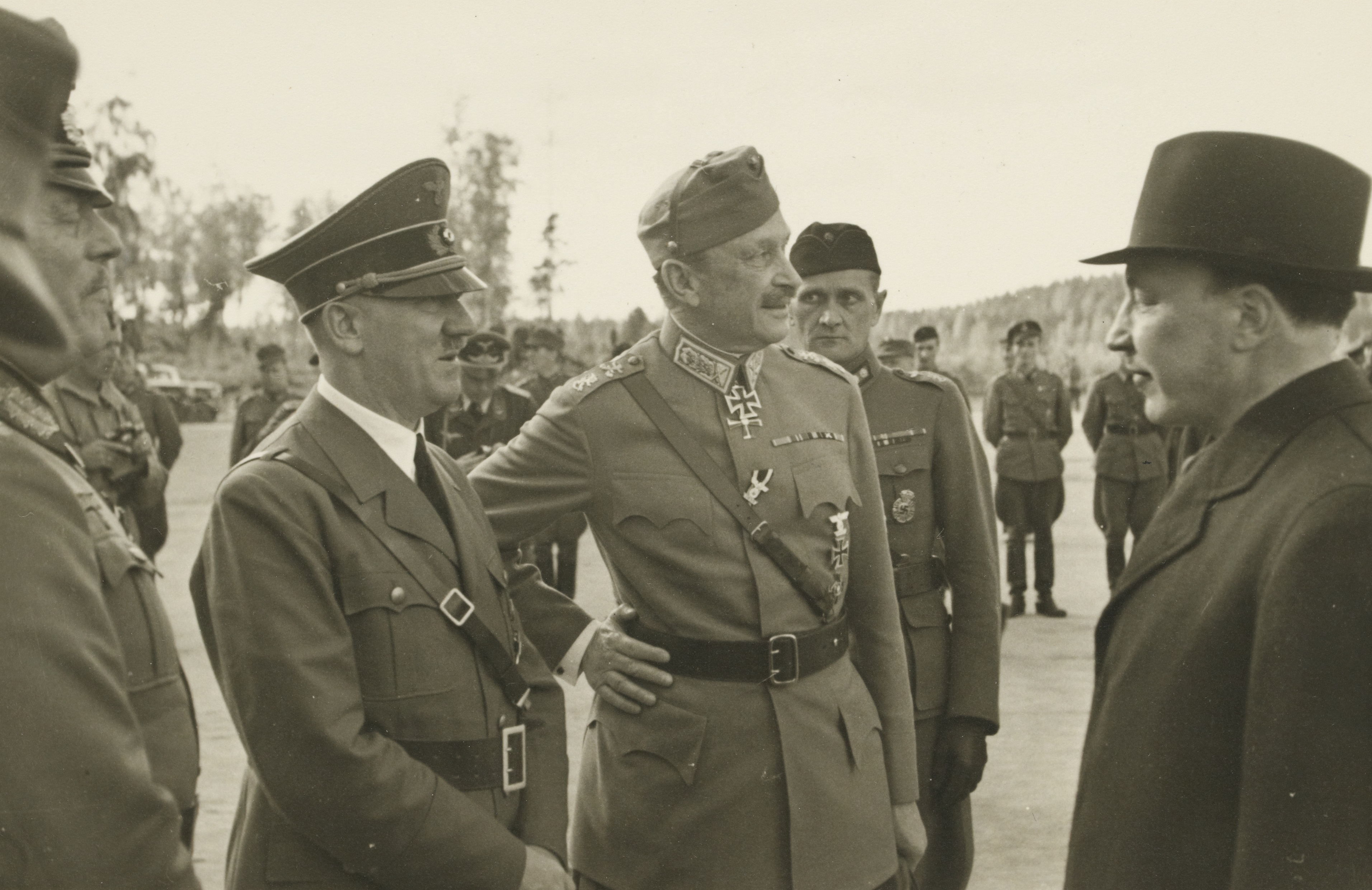
Wilhelm Keitel (links), Adolf Hitler, Carl Gustaf Emil Mannerheim und der finnische Präsident Risto Ryti am Flugplatz Immola

Adolf Hitler nutzte Mannerheims 75. Geburtstag zu einem kurzfristig vereinbarten Besuch in Finnland am 4. Juni 1942. Hitler informierte Mannerheim erst am Vortag über sein Vorhaben, plante diese Reise jedoch Wochen vorher bis ins Detail. Bei der unsanften Landung fing ein Reifen des Flugzeuges Feuer, was Hitler ignorierte, um sich auf sein Auftreten vor der Kamera zu konzentrieren – die Ankunft wurde für die Deutsche Wochenschau mitgefilmt.  Später wurden die Szenen mit dem Brand wegretuschiert und teilweise neu gedreht.
Mannerheim wirkte skeptisch und ernst gegenüber Hitler und ließ diesen hauptsächlich seine bekannten Monologe führen, wohingegen er im Gespräch mit seinen eigenen Gefolgsmännern scherzte und lachte. Während des Aufenthalts Hitlers in Finnland, der, um den Anschein eines Staatsbesuchs zu vermeiden, unter weitgehender Geheimhaltung in der Nähe einer Eisenbahnstation am Flugplatz Immola stattfand, entstand in einem Sonderzug die einzige private Gesprächsaufnahme Hitlers. Thor Damen, ein finnischer Tontechniker, zeichnete heimlich Hitlers Geburtstagsrede und Mannerheims Dankesrede sowie 17 Minuten von deren anschließendem Gespräch auf (siehe Tonaufnahme des Gespräches zwischen Hitler und Mannerheim).
Hitler wollte nach einigen Berichten die Finnen zu stärkerem militärischem Vorgehen gegen die Sowjetunion auffordern, machte aber keine diesbezüglichen Bemerkungen. Einer Anekdote zufolge zündete Mannerheim sich bei dem Gespräch bewusst eine Zigarre an, um anhand der Reaktion des für seine Aversion gegen Raucher bekannten Hitlers dessen Verhandlungsposition zu erkunden. Eine Reaktion blieb entgegen den Erwartungen der Begleiter aus, Mannerheim meinte daher um die schwache Position der Deutschen zu wissen.

#### Staatspräsidentschaft
Am 4. August 1944 wurde der 77-jährige Mannerheim zum Präsidenten der Republik Finnland gewählt. Zuvor hatte er seinen Vorgänger Risto Ryti noch zum Abschluss des Ryti-Ribbentrop-Vertrags gedrängt. Durch das Militärbündnis mit Deutschland, verbunden mit Waffenlieferungen und einem Verzicht auf einen Separatfrieden, sollte die Sowjetunion insgeheim zu günstigeren Friedensbedingungen für Finnland bewegt werden.
Wilhelm Keitel reiste am 15. August 1944 nach Helsinki, um Mannerheim im Bündnis der Achsenmächte zu halten, und überreichte ihm das von Hitler verliehene Ritterkreuz des Eisernen Kreuzes mit Eichenlaub. Mannerheim antwortete, die deutsche Nation könne bis zum Letzten kämpfen, ohne eine Auslöschung zu befürchten, das kleine finnische Volk hingegen nicht.
Mannerheim brach in der Folge alle Beziehungen zum Deutschen Reich ab und schloss am 24. August 1944 einen Waffenstillstand mit der Sowjetunion. Die günstigen Friedensbedingungen wurden durch die erfolgreiche Schlacht von Tali-Ihantala ermöglicht, den größten militärischen Erfolg Finnlands im Krieg.
Im Lapplandkrieg wurden die Truppen der Wehrmacht aus Finnland vertrieben, die Kampfhandlungen und die von der Wehrmacht angewandte Taktik der verbrannten Erde führten zu erheblichen Schäden. Unter anderem wurde Rovaniemi fast restlos niedergebrannt.

### Rückzug aus der Politik
Mannerheim blieb Staatsoberhaupt bis zum Jahr 1946, als er aus gesundheitlichen Gründen zurücktrat und von Juho Kusti Paasikivi abgelöst wurde. Mit Paasikivis Übernahme der Präsidentschaft begann eine neue Epoche in der finnischen Politik.
Seine letzten Lebensjahre verbrachte Mannerheim hauptsächlich im Schweizer Sanatorium Valmont (Glion), wo er seine Memoiren, Minnen, schrieb.
Am 27. Januar 1951 verstarb Mannerheim nach einer Magenoperation in Lausanne. Er wurde mit militärischen Ehren auf dem Friedhof Hietaniemi in Helsinki inmitten eines militärischen Gräberfeldes beigesetzt.

### Privates
Am 2. Mai 1892 heiratete Mannerheim die Russin Anastassija Nikolajewna Arapowa (1872–1936), mit der er zwei Töchter, Anastasia (1893–1978), die Karmeliternonne in London wurde, und Sophie (1895–1963), sowie einen Sohn Wladimir (* 1894), der früh verstarb. Die Ehe wurde 1919 geschieden, endete jedoch inoffiziell bereits 1902. Mannerheim war später noch mit mehreren Frauen liiert, heiratete aber nicht mehr.

## Orden und Auszeichnungen
- Ritter des Seraphinenordens
- Großkreuz des Schwertordens
- Ritter des Elefanten-Ordens

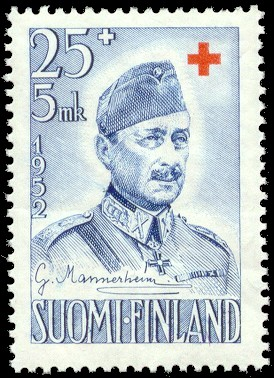
Finnische Briefmarke 1952

- Großmeister des Finnischen Ordens der Weißen Rose
- Großkreuz des Finnischen Ordens des Freiheitskreuzes mit Schwertern
- Ritter IV. Klasse des Russischen Ordens des Heiligen Georg
- Ritter II. Klasse des Russischen Ordens des Heiligen Wladimirs mit Krone und Schwertern
- Großkreuz des Russischen Ordens der Heiligen Anna mit Schwertern
- Großkreuz des Russischen Sankt Stanislausordens mit Schwertern
- Eisernes Kreuz (1914) II. und I. Klasse
- Spange zum Eisernen Kreuz II. und I. Klasse
- Ritterkreuz des Eisernen Kreuzes mit Eichenlaub[21]
  - Ritterkreuz am 30. August 1941
  - Eichenlaub am 5. August 1944 (ohne Verleihungsnr.)
- Großkreuz der Ehrenlegion
- Rumänischer Militärorden Michael der Tapfere I. Klasse im Jahre 1941
- Ritter des Finnischen Mannerheim-Kreuzes II. (Nr. 18) und I. Klasse (Nr. 1)
- Goldenes Großkreuz des Verdienstordens vom Deutschen Adler
- Orden des Adlerkreuzes am 6. Juni 1930
- Orden des Estnischen Roten Kreuzes am 23. November 1932

## Ordensstiftungen
- 1918: Finnischer Orden des Freiheitskreuzes
- 1919: Finnischer Orden der Weißen Rose
- 1941: Mannerheim-Kreuz des Freiheitskreuzes
- 1942: Orden des Löwen von Finnland

## Schriften
- Resa genom Asien. Band I–II, Stockholm 1940.
- Minnen. Band I–II, Stockholm 1951/52 (dt.: Erinnerungen. Atlantis, Zürich 1952).

## Rezeption und Gedenken

Mannerheimdenkmal am Mannerheimintie in Helsinki

Von einem kaum bekannten Offizier wurde Mannerheim, der nie fließend Finnisch sprechen lernte, zum finnischen Nationalhelden, noch zu Lebzeiten erlangte er den mythischen Status als „Retter des Vaterlandes“. Er wurde zum bewunderten Idol, zum Symbol des Sieges über den Bolschewismus; für seine Gegner war er hingegen der „blutige Baron“, der „Weiße Teufel“, „Henker“ oder „Schlächter“.
1960 errichtete man im Zentrum von Helsinki ein Denkmal, eine Reiterstatue am Mannerheimintie, einer ebenfalls zu Ehren Mannerheims benannten Hauptstraße.
Am 16. Juni 2016 wurde in St. Petersburg eine Gedenktafel für den „Helden der zaristischen Armee“ errichtet, der während des Ersten Weltkriegs Einheiten befehligt hatte. Die Einweihung fand unter lautstarkem Protest der Bewegung Antimaidan statt. Es wurde auch gegen die Anbringung der Tafel geklagt.

## Trivia
Mannerheim, seine Familie und insbesondere der von ihm angeblich erfundene „Marschall-Schnaps“ (Marskin ryyppy, eine Mischung aus Aquavit, Gin und Wermut oder je nach Quelle anderen Zutaten), spielen eine Nebenrolle im 2013 erschienenen Roman Die Analphabetin, die rechnen konnte von Jonas Jonasson.